# Willem Einthoven
Willem Einthoven (Samarão, 21 de maio de 1860 — Leiden, 28 de setembro de 1927) foi um médico neerlandês.
Foi agraciado com o Nobel de Fisiologia ou Medicina de 1924. Descobriu o mecanismo do electrocardiograma em 1885.
Einthoven nasceu em Samarão em Java, nas Índias Orientais Holandesas (atual Indonésia). Seu pai, um médico, morreu quando Einthoven era  criança. Sua mãe retornou aos Países Baixos com seus filhos em 1870 e estabeleceu-se em Utrecht. Sua ascendência por parte do pai era holandesa; por parte da mãe, era holandesa e suíça.
Em 1885, Einthoven recebeu um diploma de medicina da Universidade de Utrecht. Tornou-se professor da Universidade de Leiden em 1886.
Após seu desenvolvimento da corda de galvanômetro, Einthoven passou a descrever as características eletrocardiográficas de uma série de doenças cardiovasculares. Mais tarde, voltou sua atenção para o estudo da acústica, particularmente os sons do coração, que ele pesquisou com o Dr. P. Battaerd.
Einthoven morreu em 1927 e está sepultado no cemitério da Igreja Reformada, em Oegstgeest, na província da Holanda do Sul.